# Conomurex
Genre
Conomurex est un genre de mollusques de la classe des gastéropodes. Ces espèces sont couramment appelées conques ou strombes.

## Systématique
Le WoRMS attribue désormais ce genre à Paul Henri Fischer toutefois, dans le manuel rédigé par celui-ci en 1884, il est fait mention, pour ce genre, d'un certain E. Bayle de Besançon, ce que reprend BioLib.

## Liste des espèces
Selon World Register of Marine Species (12 décembre 2020) :
- Conomurex coniformis (Sowerby II, 1842)
- Conomurex decorus (Röding, 1798)
- Conomurex fasciatus (Born, 1778)
- Conomurex luhuanus (Linnaeus, 1758)
- Conomurex persicus (Swainson, 1821)

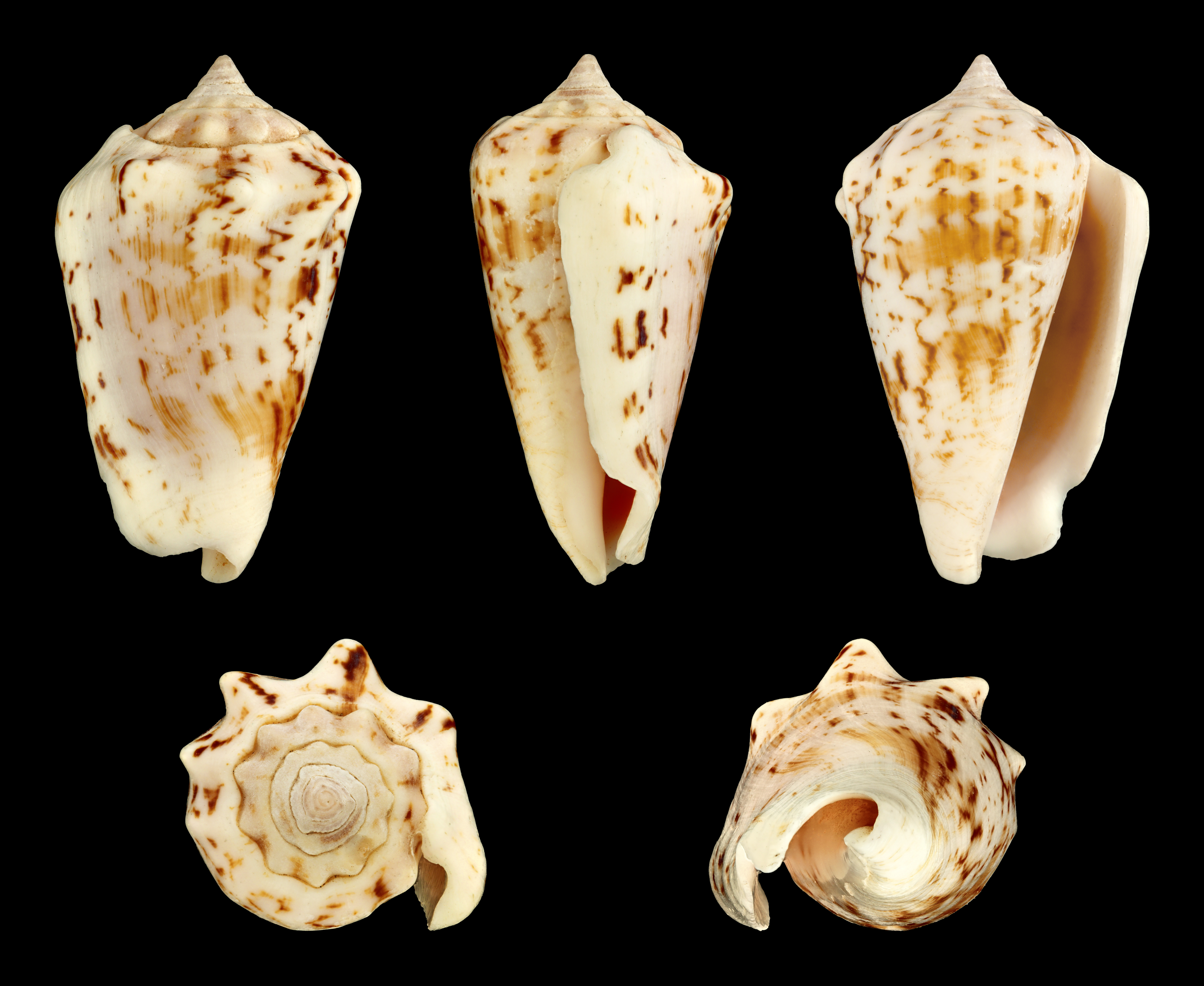
Conomurex decorus.
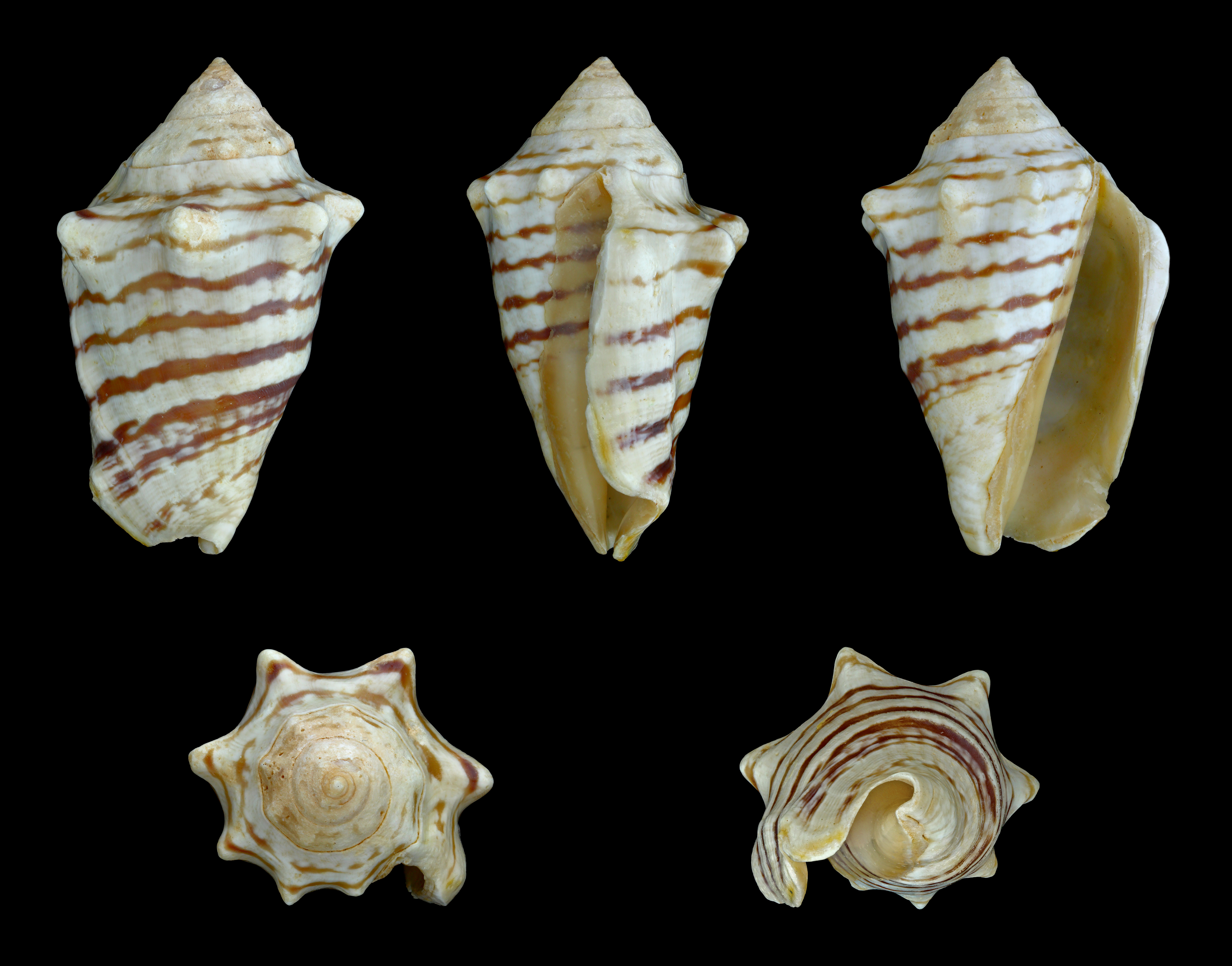
Conomurex fasciatus.
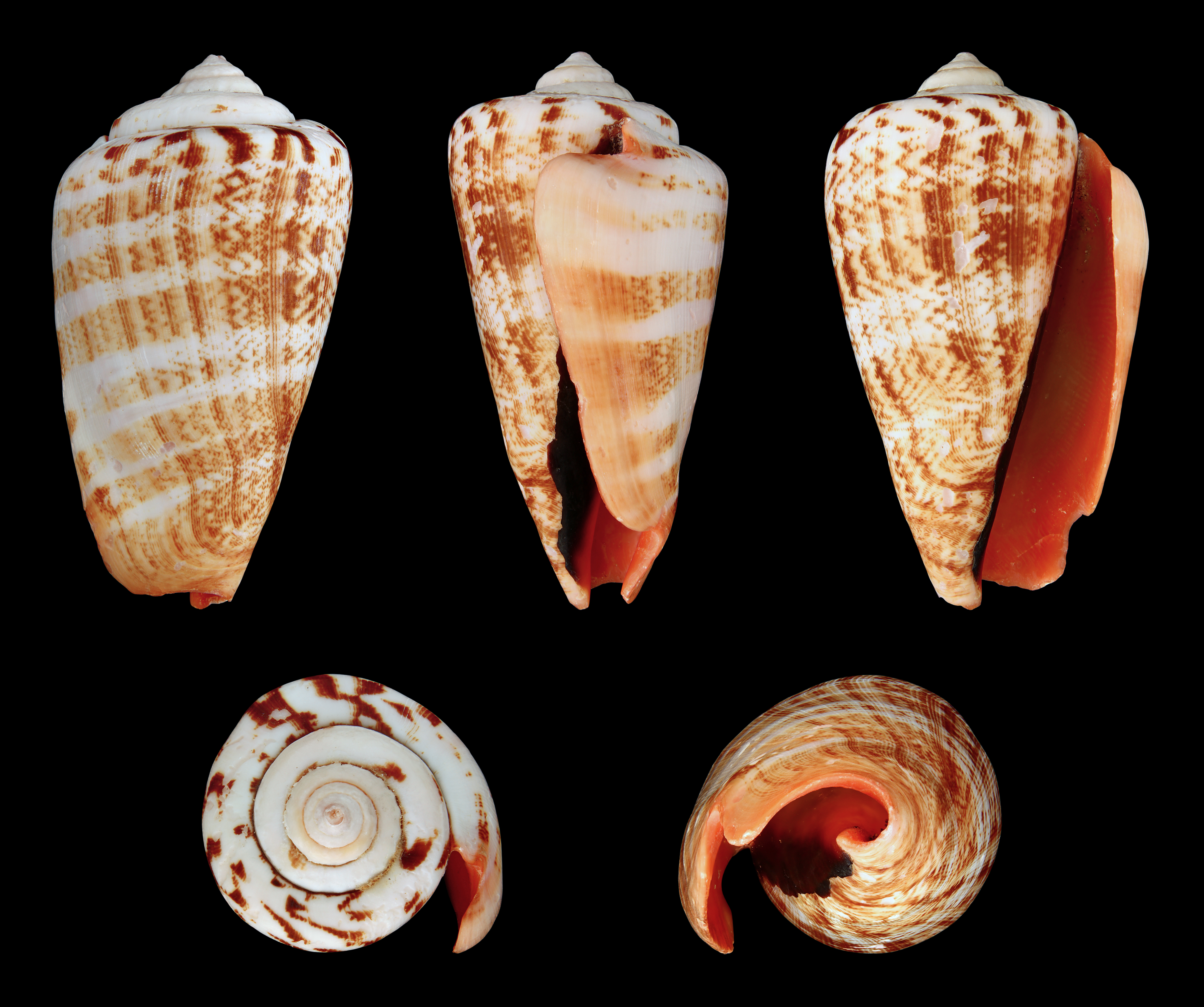
Conomurex luhuanus.
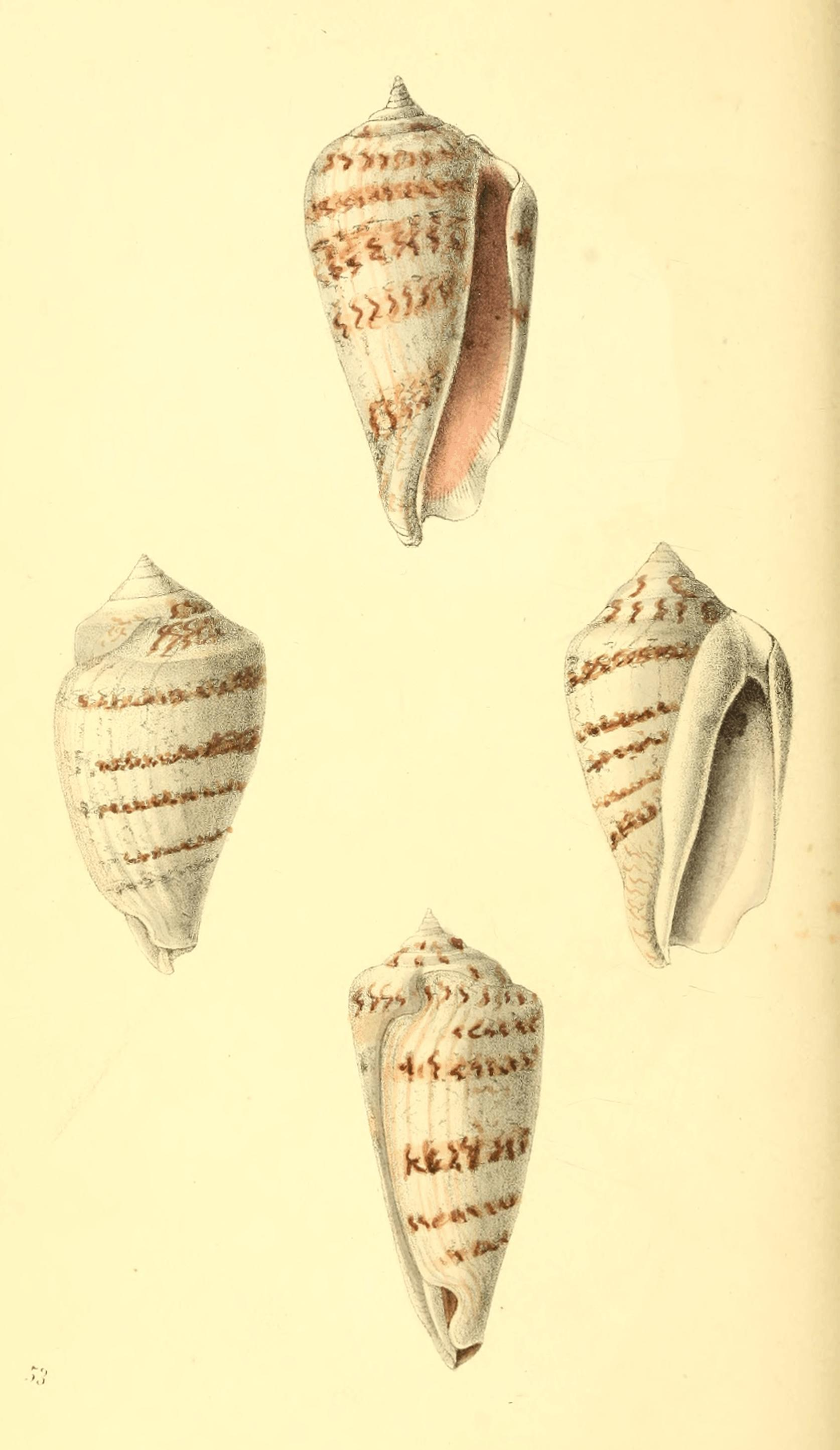
Conomurex persicus.

## Publication originale
- Paul Henri Fischer, Joseph Wilson Lowry, Samuel Pickworth Woodward, Daniel Paulin Oehlert, Manuel de conchyliologie et de paleontologie conchyliologique : ou, Histoire naturelle des mollusques vivants et fossiles (œuvre écrite), Inconnu, Paris, 1887.